# José Luis Álvarez y Álvarez
José Luis Álvarez Álvarez (Madrid, 4 de abril de 1930-Cartagena, 23 de agosto de 2023)  fue un notario y político español. Fue alcalde de Madrid durante la Transición y ministro en los gabinetes de Adolfo Suárez y Leopoldo Calvo-Sotelo.

## Biografía

### Estudios de Bachillerato y Universidad
Nacido el 4 de abril de 1930 en Madrid, cursó sus estudio de Bachillerato en Colegio de los Maristas, sito en la Calle de Fuencarral (Madrid), finalizando los mismos en 1947 con el Premio Extraordinario.   
Posteriormente, inició su etapa universitaria como estudiante de Derecho en el Caserón de San Bernardo, sede de la Universidad de Madrid. Tras cinco años, en 1952, se licenció con la calificación de sobresaliente obteniendo, además, el Premio Extraordinario de Licenciatura y Premio Nacional Fin de Carrera.

### Etapa profesional: oposiciones e ingreso en el Notariado
Con antecedentes familiares en el notariado -padre y bisabuelos- empezó a preparar las oposiciones en 1952. Aprobó en 1954 e ingresó en el Cuerpo de notarios a la edad de veintitrés años, once meses y veinticinco días, siendo, hasta la actualidad, el cuarto más joven de toda su historia.
En 1955, y con veinticinco años, se presentó a la oposiciones restringidas entre notarios con la finalidad de obtener plaza directa en Madrid. Aunque desde el Ministerio de Justicia hubo cierta reticencia a que con dicha edad se pudiera ser notario de la capital de España, Álvarez Álvarez, después del primer ejercicio, tenía puntuación sobrada para conseguirlo. Por ello, para la segunda de las pruebas, el tribunal tomó entonces una decisión insólita en toda la historia de dicho Cuerpo: plantear dos casos alternativos como objeto de examen, uno general, sobre el que debían dictaminar todos los notarios participantes en aquellas oposiciones, y otro especialísimo y singular, sobre el que debía dictaminar un único opositor: él. 
En los boletines donde históricamente se han ido publicando todos los supuestos de dictamen correspondientes a las oposiciones convocadas cada año, sólo existe uno que viene identificado no por el año de celebración de las oposiciones respectivas, sino “nominatim”, como: Segundo ejercicio. Supuesto sobre el que debe dictaminar exclusivamente el opositor Don José Luis Álvarez Álvarez. Dicho dictamen era de gran dificultad, dado que versaba sobre Derecho aragonés y en aquella época todavía no existía la Compilación que luego se promulgó, siendo autoridad máxima en materia de fueros aragoneses el notario y foralista Francisco Palá Mediano. El tribunal, tras formular consulta a este último, constató que la postura defendida por José Luis Álvarez en su dictamen era la solución correcta. 
Sin embargo hubo una disensión muy sonada en el tribunal. El eminente jurista Juan Vallet de Goytisolo y otros dos miembros más votaron decididamente a favor de la máxima calificación, pero los otros tres –influidos por el criterio político del Ministerio y con el voto dirimente de la presidencia– votaron a favor de la máxima puntuación menos una centésima simbólica, que impedía alcanzar ya la puntuación necesaria para Madrid. Lo logró tres años más tarde, presentándose de nuevo a las oposiciones entre notarios como número uno de su convocatoria.
En 1993, ingresó en la Real Academia de Bellas Artes de San Fernando.
El 4 de mayo de 2000, al haber cumplido la edad en que legalmente procede, se acordó su jubilación forzosa sirviendo en su último destino en la ciudad de Madrid.

## Carrera política
En 1975, José Luis Álvarez fue designado Secretario General del Partido Popular, el primer partido político inscrito en el Registro del Ministerio del Interior durante la monarquía, en torno al que se aglutina una federación de partidos denominada «Centro Democrático», que se integrará luego en la Unión de Centro Democrático (UCD). 
Su vocación de servicio le llevó a participar en movimientos sociales, como el grupo Tácito, formado por un grupo de intelectuales españoles que defendían la unidad de España durante los difíciles momentos de la Transición.
En 1976 es miembro de la Comisión Iglesia-Estado encargada de la redacción de los Acuerdos entre el Estado español y la Santa Sede de 1979.
Alcalde de Madrid por designación del gobierno (1978), dimite a principios de 1979 para presentarse como cabeza de lista de la UCD a las elecciones, mientras asume la alcaldía el hasta entonces teniente de alcalde Luis María Huete. 
Durante el año al frente del consitorio madrileño, se supo rodear de un competente equipo de profesionales que le ayudaron a regir la ciudad, dinamizando al gestión municipal. De él surgieron diversas ideas que se llevaron a cabo: el Día de la Bicicleta, el Día del Árbol —en el que en los distintos barrios de la capital española se plantaron miles de árboles— ampliando notablemente el número de espacios verdes en diversos rincones urbanos. Gestionó eficazmente la economía municipal.
En las elecciones, la candidatura de UCD encabezada por Álvarez resultó la más votada, obteniendo una mayoría simple en el pleno. Fue sin embargo Enrique Tierno Galván (PSOE) quien fuera investido alcalde con el apoyo de los concejales de su partido y del PCE.
Ministro de Transportes y Comunicaciones desde el 2 de mayo de 1980 bajo la presidencia de Adolfo Suárez González y desde el 26 de febrero de 1981 bajo la presidencia de Leopoldo Calvo-Sotelo. El 1 de diciembre de 1981, Calvo-Sotelo lo nombra ministro de Agricultura, Pesca y Alimentación, cargo que ocuparía hasta 1982, con la victoria del PSOE en las elecciones generales.
En 1989, como miembro de Alianza Popular (AP), formó parte de la Comisión que realizó la transformación de Alianza Popular en el Partido Popular (PP).
Fue nombrado miembro de diversos organismos internacionales centrados fundamentalmente en antigüedades, arte, arquitectura, conservación de la naturaleza o paisaje urbano.

## Vida personal
Contrajo matrimonio en 1963 con Mercedes Royo-Villanova y Payá, hija de Segismundo Royo-Villanova. Fruto de este matrimonio nacieron cinco hijos, de los cuales uno de ellos, Segismundo Álvarez Royo-Villanova, es también notario de Madrid.